# Cinturato Pirelli
El Cinturato Pirelli es un neumático de automóvil desarrollado por la empresa italiana Pirelli, el primer ejemplo de una estructura de neumático radial envolvente. Se utilizó con buenos resultados en los deportes del motor, y la mayoría de los neumáticos modernos se basan en su diseño. El cinco veces campeón del mundo de Fórmula 1 Juan Manuel Fangio lo calificó de algo "extraordinario" y corrió con estos neumáticos muchas veces durante el resto de su carrera.

## Historia

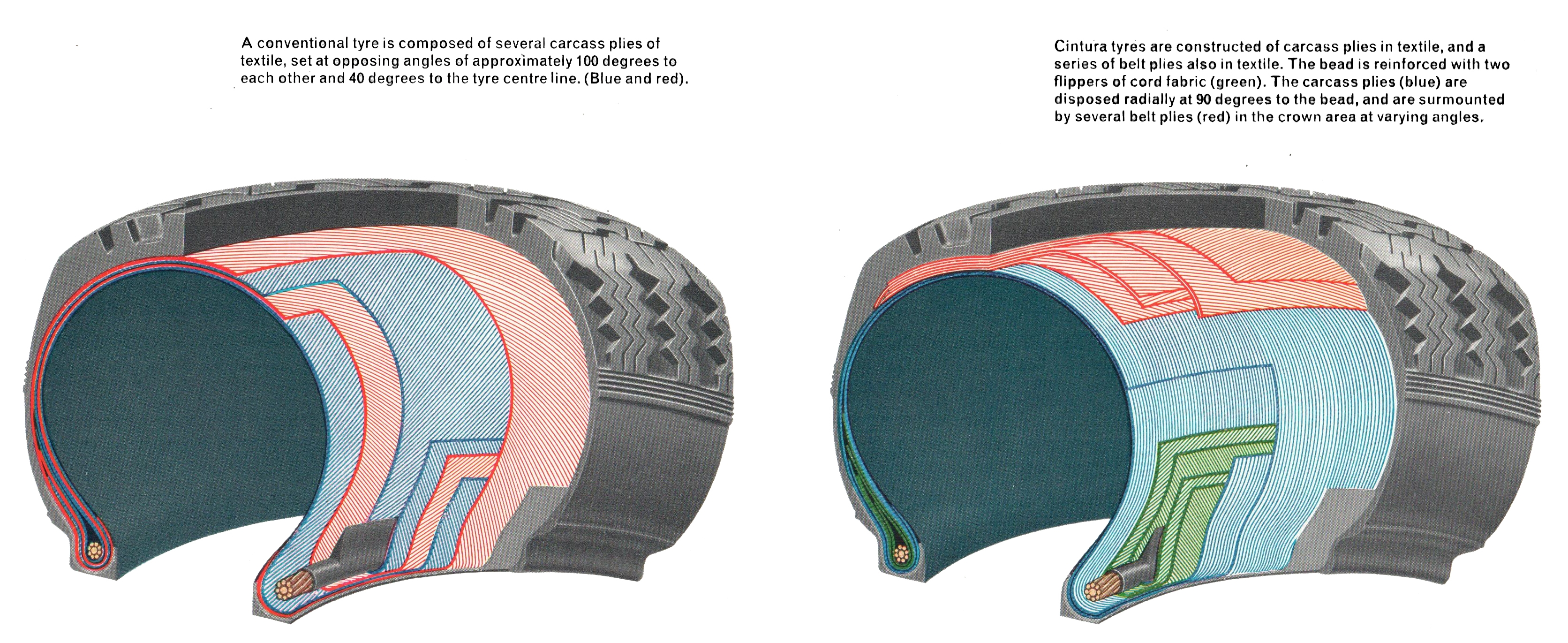
Comparación entre un neumático estándar de la época y el Cinturato Pirelli:
- Un neumático convencional se compone de varias capas de tejido de carcasa, colocadas en ángulos opuestos de aproximadamente 100 grados entre sí y 40 grados con respecto a la línea central del neumático. (Azul y rojo)
- Los neumáticos Cintura están fabricados con capas de carcasa en textil y una serie de capas de cinturón también en textil. El cordón está reforzado con dos alas de tejido de cordón (verde). Las capas de la carcasa (azul) están dispuestas radialmente a 90 grados del cordón y están coronadas por varias capas de cinturón (rojas) en el área de la corona en diferentes ángulos.

Desarrollado por primera vez en 1952 con el nombre de Cintura Pirelli, pasó a denominarse Cinturato en 1963. El neumático estaba compuesto por dos o tres capas de cordones colocados en un ángulo de 90 grados con respecto a los talones, y un cinturón de varias capas colocadas circunferencialmente debajo de la cubierta. Sin un cinturón perimetral, las capas situadas a 90 grados producirían una carcasa que aumentaría en gran medida la altura de la sección al inflar el neumático. El cinturón, al ser inextensible, impedía que la carcasa aumentara de altura al inflarse, y el neumático inflado mantenía casi las mismas dimensiones que en el molde en el que había sido vulcanizado. El cinturón se mantenía bajo tensión, y la banda de rodadura conservaba su perfil más plano incluso cuando el neumático estaba inflado.
El Pirelli Cinturato se puede comparar con una rueda, en la que la llanta estuviera unida al buje por medio de finos radios. La banda de rodadura y el cinturón son, de hecho, el borde; las capas de cordón a 90 grados o radiales son los radios; y el borde interior reforzado que sujeta el neumático al borde de la llanta se puede comparar con el cubo que rodea al eje. El cinturón inextensible y los cordones de la carcasa radial son los dos factores combinados que dieron al neumático Cinturato sus propiedades especiales.
La diferente disposición geométrica de la carcasa del Cinturato se tradujo en una mayor deformación (abombamiento) en la zona de la sección del neumático que está bajo carga, a diferencia de lo que sucedía en los neumáticos radiales anteriores de la época. Este hecho no causó ninguna desventaja, y no producía una mayor fatiga de la carcasa del neumático. En lugar de que la onda dinámica se situara detrás del área de contacto con la carretera, se formaba en la pared lateral, lo que aumentaba la estabilidad al tiempo que permitía que el calor generado en el paso por las curvas y el frenado se dispersara fácilmente.
Durante las décadas de 1950, 1960 y 1970, el Cinturato Pirelli fue el neumático de serie original de muchos automóviles italianos exclusivos, incluidos Lamborghini, Lancia, Alfa Romeo, Maserati y Ferrari, así como para los automóviles producidos por otros fabricantes en todo el mundo, como MG, Rover Group, AB Volvo y Lotus Cars. Muchos otros fabricantes de automóviles internacionales, como Jaguar y Aston Martin, que todavía estaban instalando neumáticos cruzados como equipo estándar, pasaron a instalar el Cinturato Pirelli para los clientes que podían pagarlo. A finales de 1968, Pirelli exportaba o fabricaba directamente el Cinturato en 137 países de todo el mundo.
En 2014, se desarrolló el Pirelli Cinturato P7, derivado de la tecnología de la Fórmula 1, que había permitido a Valtteri Bottas conducir su coche de F1 a una velocidad máxima de 316 km/h en la niebla.
El primer dibujo de la banda de rodadura del Cinturato fue el CA67, que se ha seguido fabricando en los tamaños 165HR14, 155HR15, 165HR15, 185VR15 y 185VR16. Inmediatamente reconocible, ya que se instaló en numerosos superdeportivos como el Ferrari 250 GT y el Maserati 3500GT. También fue el dibujo de la banda de rodadura que Jaguar instaló en sus berlinas XK150, serie 1 tipo E y MK2 (Jaguar nunca instaló neumáticos Pirelli como equipo original en ningún modelo XK, tipo E ni en las berlinas Mark 2, sino que solo se ofrecieron en el mercado de accesorios) y que Aston Martin instaló en sus DB2, DB3, DB4, DB5 y DB6 si un cliente especificaba que necesitaban neumáticos radiales. El Cinturato CA67 también es famoso por ser el neumático que el actor Roger Moore, protagonista de la serie El Santo, había instalado en su Volvo P1800.
En 1964, Pirelli desarrolló un nuevo neumático extra grande de alto rendimiento con una sección 205 y un nuevo dibujo de la banda de rodadura que fue designado como CN72 HS (HS significa High Speed). Este nuevo neumático arrasó nuevamente en el mundo de los deportivos, y mantuvo al Cinturato como el neumático preferido para los coches de alto rendimiento como los Ferrari 330 GT 2+2, Iso Grifo, Lamborghini Miura y Maserati Ghibli. Una vez más, Aston Martin también los ofreció como alternativa radial para su modelo DBS.
Hacia finales de 1968 se estaba imponiendo la nueva tecnología de los neumáticos de perfil bajo. Pirelli estaba a la cola de estos nuevos diseños hasta que lanzó su nuevo CN36, que salió en 1969. El CN36 tenía un dibujo llamativo y era uno de los favoritos de los modelos Porsche 911, Ford Escort y Ford Cortina. 1971 vería la introducción de otro neumático de alta velocidad (HS) de Pirelli, con su CN12 Cinturato HS. Estos neumáticos se homologaron para poder soportar la potencia excepcional del Lamborghini Miura SV. Sus neumáticos 205/70VR15 Pirelli Cinturato tenían una clasificación de velocidad W (170 mph).
| Tamaño          | Coches |
| --------------- | --- |
| 165HR14 CA67    | Alfa Romeo Alfetta, Giulia & Spider; Audi 100; Austin Cambridge & A60 Countryman; BMW 1800 & 2000; Citroën GS; Lancia Flavia & Fulvia; Mazda 1800; MG MGB; MG Magnette; Morris Oxford; Peugeot 504; Porsche 924; Riley 4 & 4/72; Rover P6TC; Wolsley 16/60 |
| 185/70VR14 CA67 | Alternativa de bajo perfil del 165HR14, que se podía instalar en Alfa Romeo Alfetta, Giulia & Spider; Audi 100; Austin Cambridge & A60 Countryman; BMW 1800 & 2000; Citroën GS; Lancia Flavia & Fulvia; Mazda 1800; MG MGB; MG Magnette; Morris Oxford; Peugeot 504; Porsche 924; Riley 4 & 4/72; Rover P6TC; Wolsley 16/60 |
| 155HR15 CA67    | Alfa Romeo Giulietta y Giulia; Lancia Flavia y Appia; Lotus Elite; MG A; Peugeot 403 y 404; Triumph TR2 y TR3; Volkswagen Tipo 1 |
| 165HR15 CA67    | Alfa Romeo Giulietta Giardinetta; Austin Healey; Daimler SP250 Sport; Fiat 2300S Coupe; Gilbern; Lancia Flavia; MG A; MG MGC; MG TF; MG TD; MG YB; MG Magnette; Morgan 4/4; Morgan Plus 4; Morris Oxford Traveller; Peugeot 403; Peugeot 404; Porsche 356; Porsche 912; Porsche 914; Porsche 911 (pre-1968); Triumph TR4; Triumph TR5; Triumph TR6; TVR Vixen; TVR Tuscan V6; VW Beetle; VW 1600; VW k70; VW 411; VW Karmann Ghia; Volvo Amazon; Volvo P1800 |
| 185VR15 CA67    | Aston Martin DB4, DB5 y DB6; Jaguar E-type series 1 & 2 y Jaguar Mk1, Mk2 & S-type saloons; Daimler V8 saloon; Ferrari 250 y 250 GTE; Mercedes 220D; BMW 2600 y 3200; Citroën DS y DS; Morgan +8; Rover P4 y P5; Jensen CV8 |
| 185/70VR15 CN36 | Austin-Healey; MGC; Porsche 911; Porsche 924; Porsche 944; Triumph TR4; Triumph TR5; Triumph TR6; Volvo 1800ES |
| 215/60VR15 CN36 | Porsche 911; Porsche 924; Porsche 944; |
| 185VR16 CA67    | Aston Martin 2-Litre Sports, Aston Martin DB2, Aston Martin DB2/4, Aston Martin DB Mark III, Aston Martin DB4, Aston Martin DB4 GT Zagato; Jaguar XK (1948-1961), XK140, XK150 y C-Type; BMW 2500 y 375; 1950s y early 60s Maserati y Ferrari; Bristol up to the 409 in 1967; AC Ace; Triumph Gloria y Renown; Riley RM y Pathfinder; Lea-Francis up to 1954; Daimler DB18                                                                                   |
| 205VR15 CN72    | AC 428; Aston Martin DB6 MkII; Aston Martin DBS; Bentley Type 1 (1966-1973); Ferrari 330 GT 2+2; Ferrari 500 Superfast; Ferrari 365 y Ferrari 365 GT 2+2; Bizzarrini Iso; Rivolta y Grifo; Lamborghini 350 GT; Lamborghini 400 GT; Lamborghini Islero; Lamborghini Miura y Lamborghini Espada, Maserati 4200 Quattroporte; Maserati Mistral 68; Maserati Mexico; Maserati Ghibli; Maserati Sebring; Rolls-Royce Silver Shadow (1963-1973)                    |
| 205/70VR15 CN12 | Aston Martin DB4; Aston Martin DB5; Aston Martin DB6; Aston Martin MKII; Citroën SM; Daimler Sovereign; Daimler Double-Six; Ferrari 250; Jaguar XJ6; Jaguar XJ12; Jaguar XJS; Jaguar E-Type V12; Jensen Interceptor; Morgan Plus 8 |